# Муса Абу Марзук
Муса Мухаммед Абу Марзук (араб. موسى أبو مرزوق‎; родился 9 января 1951) — палестинский политик и  глобальный террорист особого значения, заместитель главы политбюро исламистской группировки ХАМАС, возглавлявший её в 1992—1997 годах.

## Биография
Родился в лагере беженцев в Рафахе (сектор Газа). Получил инженерное образование в Каире (Египет) в 1977 году. После учёбы работал в ОАЭ инженером в водной, а потом — нефтяной компании. Изучал в США промышленную инженерию, по которой получил вначале степень магистра, а затем и докторскую степень.
В 1986 году Абу Марзук начал заниматься политикой, будучи членом исламистской организации «Братья-мусульмане», на базе которой в 1987 году был создан ХАМАС. В 1989, после ареста руководства ХАМАС во время первой интифады, он занял высокую позицию в иерархии организации. Организовал в США ряд структур, занимавшихся поддержкой ХАМАС, и собирал средства в пользу группировки.
В 1992 году Абу Марзук переехал из США в Иорданию. В этом же году он был избран первым главой политбюро ХАМАС.
В 1995 году был внесён США в список специально обозначенных террористов. После этого был задержан в Нью-Йоркском аэропорту, просидел в американской тюрьме до 1997 года, когда он был освобождён на условии, что больше никогда не вернётся в США, и депортирован в Иорданию. После освобождения был назначен заместителем главы политбюро ХАМАС.
21 ноября 1999 Абу Марзук был вторично депортирован из Иордании, затем до 2012 года проживал в Сирии, а после этого — в секторе Газа, Турции, Египте и Катаре.
В 2003 году внесён США в список глобальных террористов особого значения.
Абу Марзук считается одним из идеологов ХАМАС.
30 марта 2018 года в связи с началом в секторе Газа «Великого марша возвращения» Абу Марзук в качестве члена политбюро ХАМАС побывал с визитом в Москве, где провёл переговоры с заместителем министра МИД РФ, специальным представителем президента РФ по Ближнему Востоку Михаилом Богдановым. МИД РФ призвал стороны к сдержанности, назвав «абсолютно неприемлемым» применение Израилем силы против палестинцев, участвовавших в кровопролитных столкновениях с израильскими войсками на границе между сектором Газа и Израилем.

## Личное состояние
Абу Марзук активно занимался сбором средств для ХАМАС. По ряду оценок, его личное состояние составляет 2-3 миллиарда долларов.

## Семья
У Мусы Абу Марзука есть пять сыновей и дочь. Его брат, Юсуф Абу-Марзук, убит Армией обороны Израиля во время войны в Газе.